# 尚特皮
尚特皮（法語：Chantepie，法語發音：[ʃɑ̃tpi]）是法国伊勒-维莱讷省的一个市镇，位于该省中部，属于雷恩区和雷恩都会区，其市镇面积为11.98平方公里，2022年1月1日时人口数量为10378人。
尚特皮是雷恩都会区的组成部分，位于雷恩市区东南，是雷恩近郊重要的卫星城之一。

## 行政
尚特皮的邮政编码为35135，INSEE市镇编码为35055。

## 地理

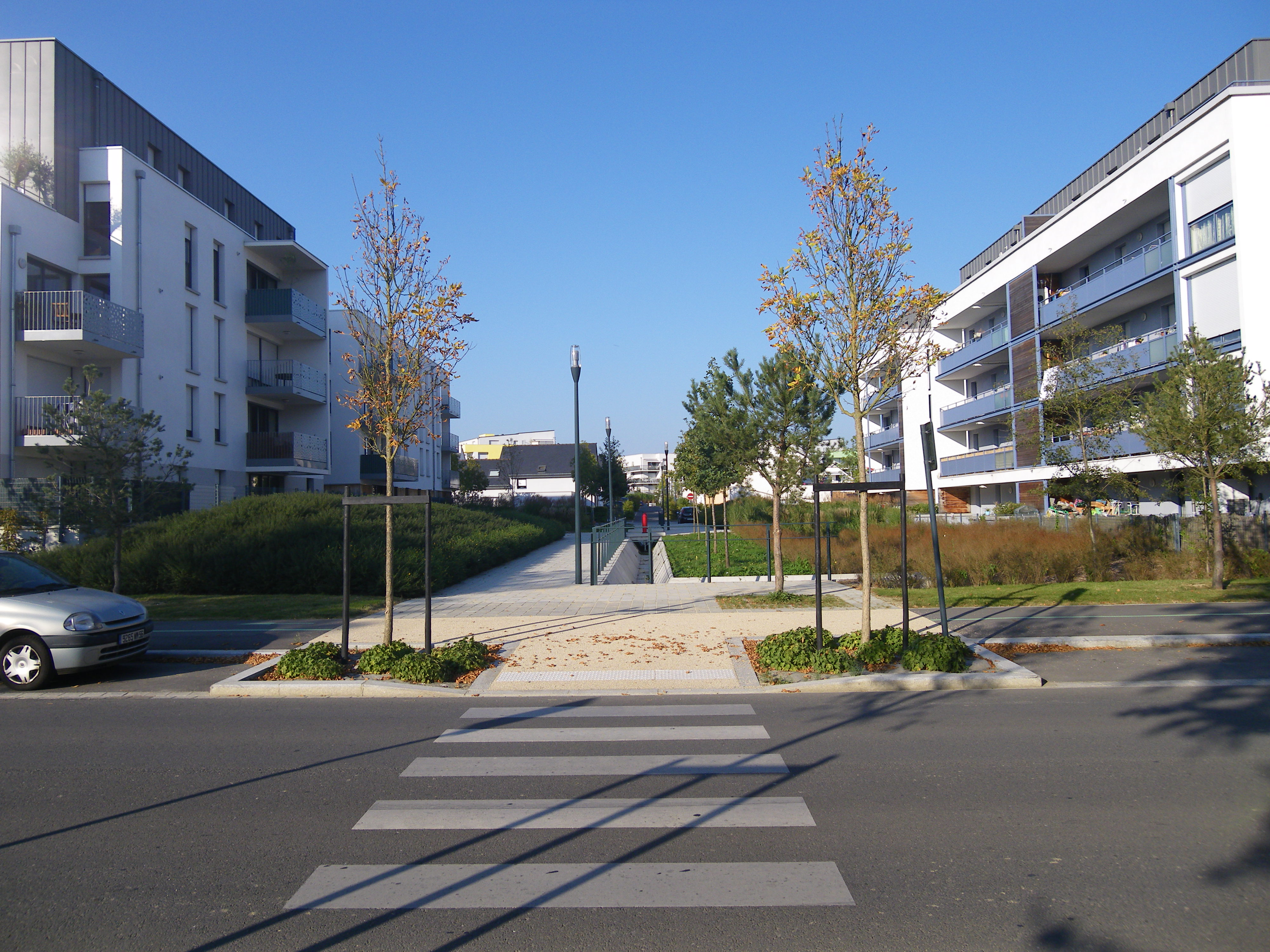
尚特皮境内的一处街区

尚特皮（48°5'19"N, 1°36'59"W）位于法国西北部，布列塔尼大区东部和伊勒-维莱讷省中部，距离省会雷恩大约3公里。
与尚特皮接壤的市镇包括：雷恩、栋卢、塞什河畔努瓦亚勒沙蒂永、塞什河畔韦恩、塞松塞维涅。
尚特皮境内地势平坦，海拔在32至77米之间。
布洛讷溪自东向西流经境内南部，为维莱讷河的一条支流。
按照柯本气候分类法，尚特皮属于较为典型的温带海洋性气候，全年温差较小，降水分布均匀。

## 地名
尚特皮一名来源于拉丁语，意为“喜鹊的鸣叫”。

## 交通
雷恩环城公路经过尚特皮境内西北部，并设有一个出入口；伊勒-维莱讷省省道D86线、D286线和D463线经过尚特皮境内。雷恩公交C1线和13路经过尚特皮境内并设有站点。

## 政治
现任尚特皮市长为吉勒·德勒斯兰先生（Gilles Dreuslin），他是社会党的一名成员。

## 人口
当地居民被称为。
| 年份   | 1936 | 1946 | 1954  | 1962  | 1968  | 1975  | 1982  | 1990  | 1999  | 2006  | 2007  | 2008  | 2013   | 2017   |
| ------ | ---- | ---- | ----- | ----- | ----- | ----- | ----- | ----- | ----- | ----- | ----- | ----- | ------ | ------ |
| 人口數 | 847  | 939  | 1,018 | 1,310 | 1,594 | 2,651 | 3,677 | 5,898 | 6,793 | 7,852 | 8,003 | 8,154 | 10,410 | 10,435 |

## 商业
尚特皮西部设有大型开放式商业街区。

## 友好城市
- 德国 奥布里希海姆
- 斯洛維尼亞 克爾什科